# Bildung in Polen im Zweiten Weltkrieg
Als Reaktion auf die Schließung und Zensur polnischer Schulen durch die deutschen Besatzer führte der Widerstand unter den Lehrern zur Entstehung umfangreicher Bildungstätigkeiten im Untergrund.

## Geschichte
Die Schließung der polnischen Hochschulen begann mit der Verhaftung der Professoren der Jagiellonen-Universität in Krakau durch die Gestapo am 6. November 1939. Im Generalgouvernement wurden in der Folge alle Universitäten und Gymnasien geschlossen.
Geöffnet blieben nur Grund- und Berufsschulen, in denen auf niederem Niveau und nach einem eingeschränkten Lehrplan unterrichtet wurde. Geschichte Polens, polnische Literatur und Geographie war vom Lehrplan gestrichen. Im gleichen Jahr bildete sich die Tajna Organizacja Nauczycielska (Geheime Lehrerorganisation, TON), die den geheimen Unterricht in polnischer Sprache organisierte. Finanzielle Unterstützung erhielt TON durch Zahlungen der britischen Regierung und durch Zuwendungen der Familien der Schüler. Der Unterricht fand in der Regel in kleinen Gruppen in Privatwohnungen und im Ghetto statt. 
Unterricht auf Universitätsniveau begann mit einiger Verzögerung, wurde aber dann zügig durchorganisiert.
Im Februar 1940 wurde ein Teil der Professoren aus der Haft entlassen, darunter auch Mieczysław Malewski, der in Übereinkunft mit der Untergrundführung eine Arbeit am Institut für Deutsche Ostarbeit aufnahm, um ein Wörterbuch polnischer Wörter, die aus dem Deutschen übernommen worden waren, zu erarbeiten. Das verschaffte ihm Zugang zu der Universitätsbibliothek und den Büchern, die für die illegalen Seminare gebraucht wurden. Malewski gelang es, nach und nach weitere Professoren heranzuziehen, um eine Fakultät nach der anderen aufzubauen.
Beteiligt am Unterricht waren schließlich ehemalige Dozenten und Professoren der Universität Warschau, der Freien Polnischen Universität, der Medizinischen Hochschule, der Handelshochschule Warschau und des Polnischen Musikkonservatoriums.
Nachdem die Nationalsozialisten mit der Besetzung Polens 1939 die Hochschulen aufgelöst hatten, existierte von 1939 bis 1944 im polnischen Untergrund die Geheime Universität Warschau (poln. Tajny Uniwersytet Warszawski). Die Geheime Universität kooperierte mit der Universität der westlichen Gebiete.
Der geheime Unterricht wurde von den Besatzern rücksichtslos bekämpft, und die beteiligten Lehrer arbeiteten immer unter Lebensgefahr.
Im Jahr 1942 nahmen 1,5 Millionen Schüler am Primärschulsystem im Untergrund teil. 1944 deckte das Sekundarschulsystem 100.000 Menschen ab und Universitätsstudiengänge wurden von 10.000 Studenten wahrgenommen (zum Vergleich: 1938/39 waren in Polen etwa 30.000 Studenten immatrikuliert). Über 90.000 Sekundarschüler besuchten Unterricht im Untergrund, der von annähernd 6000 Lehrern zwischen 1943 und 1944 in den vier Distrikten des Generalgouvernements gehalten wurden. Insgesamt erhielt in der Zeit des Generalgouvernements jedes dritte Kind eine Art von Bildung durch die Untergrundorganisationen. Unter den Jugendlichen im Alter für Sekundarschulen wuchs diese Zahl auf rund 70 %.
Studienzeiten und akademische Abschlüsse an den Untergrunduniversitäten wurden nach Kriegsende anerkannt.

## Uniwersytet Ziem Zachodnich
Die Universität der westlichen Gebiete (poln. Uniwersytet Ziem Zachodnich, UZZ) rekrutierte sich vor allem aus Professoren der Universität Posen, die von den Nationalsozialisten ihres Amtes enthoben worden waren. Es gab 17 Abteilungen, darunter eine Medizinische und Chirurgische Fakultät. Die Universität war hauptsächlich in Warschau aktiv, unterhielt aber Zweigstellen in Kielce, Jędrzejów, Częstochowa und Milanówek. Gegründet wurde sie im Oktober 1940 auf Initiative des Bildungsdepartements des Polnischen Untergrundstaates. Die Universität nahm ihr Ende mit dem Warschauer Aufstand von 1944.

## Historischer Hintergrund
In Polen gibt es eine Tradition geheimen Unterrichts, mit dem man sich der Politik der Besatzungsmacht widersetzt und sich effizient einer staatlichen Kontrolle entzieht. Den ersten geheimen Unterricht gab es nach der dritten Teilung Polens, als der Unterricht in polnischer Sprache in den von Preußen und Russland besetzten Gebieten verboten wurde, während der Vielvölkerstaat Österreich den Polnischunterricht förderte. In dieser Zeit organisierten polnische Pädagogen und Intellektuelle geheimen Unterricht in polnischer Sprache, der in privaten Räumen stattfand.
Während des Kulturkampfs in Deutschland verfolgte die preußische Schulpolitik die gleiche restriktive Linie. 1873 wurde der Schulunterricht in polnischer Sprache in den ehemals polnischen Gebieten, mit Ausnahme des Religionsunterrichts, verboten. Ab 1906 musste auch Religion in deutscher Sprache unterrichtet werden. Polnisch wurde also weiterhin im Geheimen unterrichtet.
Nach der kurzen Phase der Unabhängigkeit von 1918 bis 1939 wurde Polen ein weiteres Mal – zwischen Deutschland und der Sowjetunion – aufgeteilt. Da in beiden Zonen die polnische Sprache entweder verboten (Schlesien, Pommern) oder als minderwertig diskriminiert wurde, organisierte sich wieder eine Untergrundbewegung, die für das Weiterleben der polnischen Sprache und Kultur sorgte. Es gab geheime Schulen, in denen der Unterricht in polnischer Sprache abgehalten wurde, und Verlage, die illegal polnische Druckerzeugnisse herausbrachten. Nach dem Zweiten Weltkrieg und der Vertreibung der deutschen Bevölkerung aus den ostdeutschen Gebieten war östlich der Oder-Neiße-Linie der Gebrauch der deutschen Sprache in der Öffentlichkeit verboten. Damit fand dort der Unterricht in polnischer Sprache statt.
Während des kommunistischen Regimes in den 1970er und 1980er Jahren kam es zu einem Wiederaufleben der illegalen „Fliegenden Universität“, an der u. a. der spätere polnische Ministerpräsident Tadeusz Mazowiecki unterrichtete.